# Barret Browning
Pour les articles homonymes, voir Browning.
Gary Barret Browning (né le 28 décembre 1984 à Brunswick, Géorgie, États-Unis) est un ancien lanceur gaucher de baseball qui évolue dans les Ligues majeures avec les Cardinals de Saint-Louis en 2012.

## Carrière
Barret Browning est repêché à plusieurs reprises par des clubs de la Ligue majeure de baseball avant d'enfin signer un contrat. Tour à tour sélectionné par les Red Sox de Boston (6e ronde en 2002), les Cubs de Chicago (26e ronde en 2003) et les Rockies du Colorado (38e ronde en 2005), il est mis sous contrat par les Angels de Los Angeles après avoir été repêché de l'Université d'État de Floride au 28e tour de sélection en 2006. L'ancien joueur des Seminoles de Florida State débute en 2006 en ligues mineures dans l'organisation des Angels et est essentiellement utilisé comme lanceur de relève. Le 8 décembre 2011, il est obtenu par les Cardinals de Saint-Louis via le repêchage de règle 5. Il débute 2012 au niveau Triple-A des ligues mineures chez les Redbirds de Memphis.
Browning, un lanceur gaucher, fait ses débuts dans le baseball majeur avec les Cardinals de Saint-Louis le 30 juin 2012 dans un match face aux Pirates de Pittsburgh. Il dispute 22 matchs des Cardinals en 2012, sa seule saison dans les majeures. Toujours comme lanceur de relève, il accumule 19 manches et un tiers de travail, réussit 11 retraits sur des prises et montre une fiche d'une victoire et trois défaites avec une moyenne de points mérités de 5,12.